# Ositché
Ositché ou Osiče (en macédonien Осичe) est un village du nord de la Macédoine du Nord, situé dans la municipalité de Staro Nagoritchané. Le village comptait 5 habitants en 2002. Il se trouve dans le massif du Kozyak.

## Démographie
Lors du recensement de 2002, le village comptait :
- Macédoniens : 5